# François Devillers
Pour les articles homonymes, voir Devillers.
François Devillers, né à Binche le 1er janvier 1973 est un homme politique belge, membre du Parti socialiste.
Il est enseignant; attaché parlementaire à la Chambre des représentants (2009-2011) ; administrateur de l' asbl Lacs de l'Eau d'Heure(2011-).

## Carrière politique
- Bourgmestre à Morlanwelz depuis 2004
- Conseiller communal à Morlanwelz de 2000 à 2004
  - échevin chargé des finances, de l’économie, de la communication et du tourisme (2006-)
- Député wallon depuis le 22/07/2014
  - député de la Communauté française